# Holušice (Kozárovice)
Holušice (německy Holuschitz) jsou malá vesnice, část obce Kozárovice v okrese Příbram ve Středočeském kraji. Nachází se asi jeden kilometr severně od Kozárovic. Je zde evidováno 27 adres. V roce 2011 zde trvale žilo 23 obyvatel.
Holušice leží v katastrálním území Holušice u Kozárovic o rozloze 1,6 km².

## Historie
První písemná zmínka o vesnici pochází z roku 1336.

## Obyvatelstvo
| Rok            | 1869 | 1880 | 1890 | 1900 | 1910 | 1921 | 1930 | 1950 | 1961 | 1970 | 1980 | 1991 | 2001 | 2011 | 2021 |
| -------------- | ---- | ---- | ---- | ---- | ---- | ---- | ---- | ---- | ---- | ---- | ---- | ---- | ---- | ---- | ---- |
| Počet obyvatel | 211  | 210  | 186  | 146  | 138  | 138  | 152  | 91   | 73   | 57   | 46   | 34   | 25   | 23   | 21   |
| Počet domů     | 28   | 28   | 28   | 28   | 24   | 26   | 27   | 28   | 20   | 20   | 14   | 23   | 23   | 23   | 24   |

## Obecní správa
Při sčítání lidu v letech 1850–1873 Holušice byly osadou obce Chraštice v okrese Písek. V letech 1873–1909 byly osadou obce Kozárovice v okrese Písek. V letech 1910–1971 byly osadou obce Bukovany, se kterým patřily nejprve do okresu Písek, ale od roku 1960 v okrese Příbram. Od 26. listopadu 1971 do 31. prosince 1985 byly znovu částí obce Kozárovice v okrese Příbram, kdy se konaly obecní volby. Od 1. ledna 1986 do 30. června 1990 byly částí obce Zalužany v okrese Příbram. Od 1. července 1990 jsou opět částí obce Kozárovice v okrese Příbram. Poté se Bukovany opět osamostatnily, ale Holušice již zůstaly součástí Kozárovic.

## Další fotografie

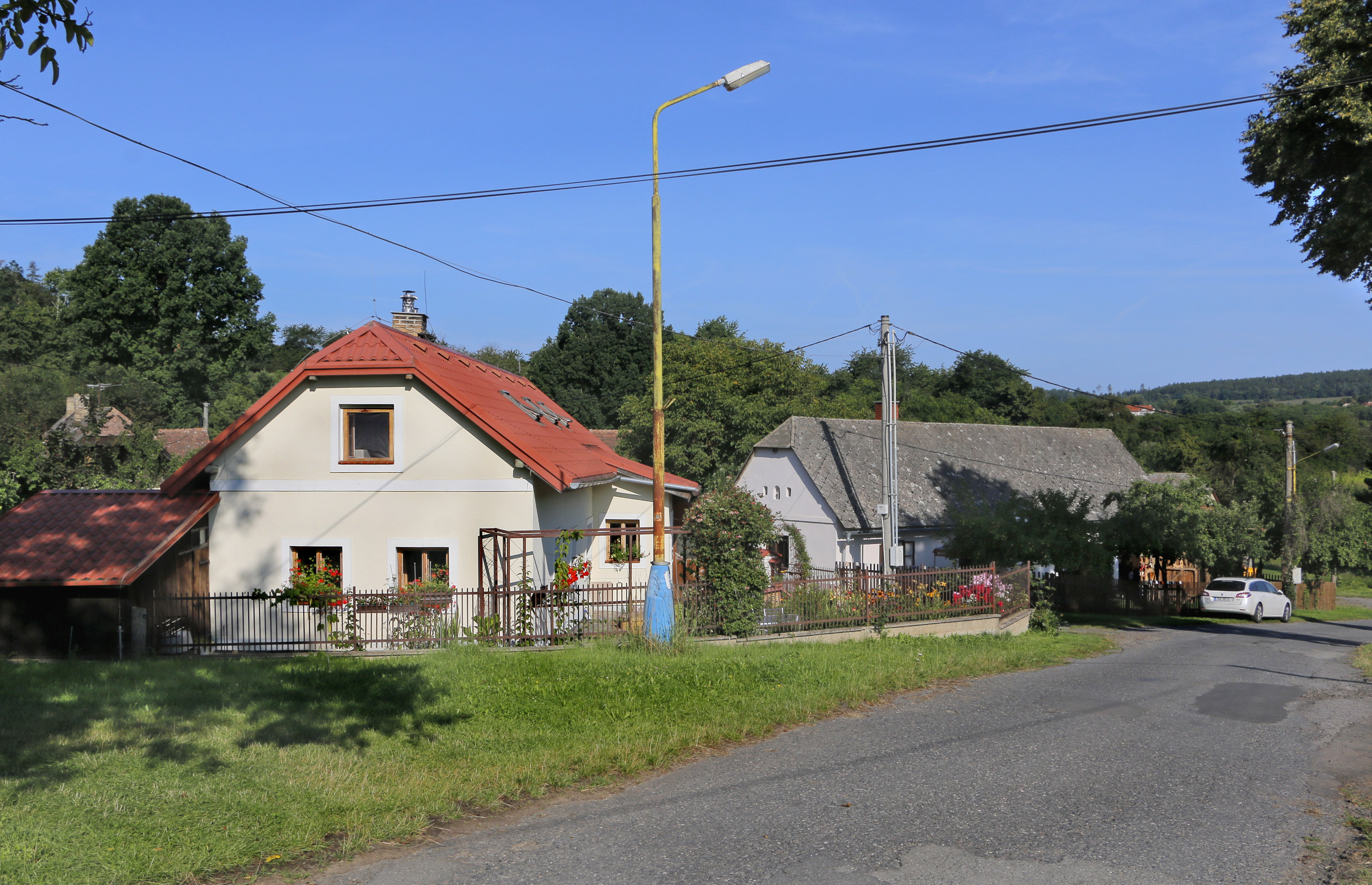
Náves
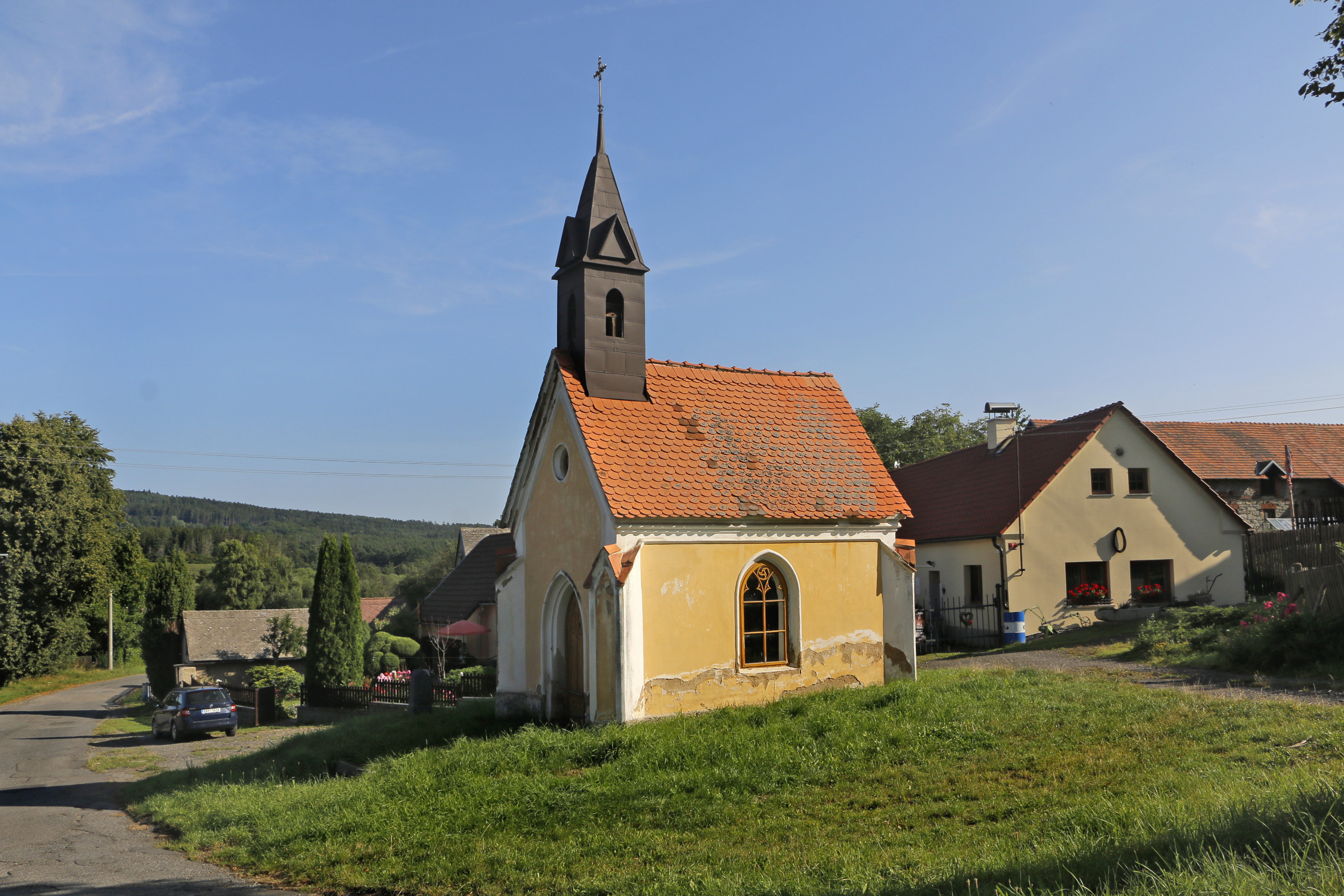
Kaple na návsi